# Каменово (Сливенська область)
Ка́меново (болг. Каменово) — село в Сливенській області Болгарії. Входить до складу общини Нова Загора.

## Населення
За даними перепису населення 2011 року у селі проживали 386 осіб.
Національний склад населення села:
| Національність   | Кількість осіб | Відсоток |
| ---------------- | -------------- | -------- |
| болгари          | 373            | 96,6 %   |
| інша             | 5              | 1,3 %    |
| Всього відповіли | 386            |          |

Розподіл населення за віком у 2011 році:
Динаміка населення: